# Joe Liggins
Joseph Christopher Liggins jr. (ur. jako Theodro Elliott 9 lipca 1916 w Seminole, zm. 26 lipca 1987 w Lynwood) – afroamerykański pianista rhythmanbluesowy, bluesowy i jazzowy, oraz wokalista. Długoletni lider zespołu The Honeydrippers. Starszy brat Jimmy’ego, gitarzysty R&B i bandlidera. 

## Życiorys
Był synem Elijaha i Harriett Elliottów. Jako dziecko przyjął nazwisko ojczyma: „Liggins”. Na początku lat 30. zmieniono mu też pierwsze imię na „Joseph”, dodając drugie: „Christopher”. W 1932 jego rodzina przeprowadziła się do San Diego. Tam ukończył Hoover High School oraz studiował na wydziale muzyki w San Diego State College. Występował z lokalnymi zespołami w klubach i bazach marynarki wojennej. Jako „wolny strzelec” pisał aranżacje dla zespołu Blue Blowers perkusisty Curtisa Mosby’ego. W 1935 otrzymał angaż w orkiestrze The Creole Crusaders, prowadzonej przez kompozytora, tekściarza, wokalistę i perkusistę Ellisa Walsha.
W 1939 przeniósł się do Los Angeles. Grał z różnymi zespołami, m.in. Sammy Franklin and His California Rhythm Rascals. Kiedy Franklin odmówił mu nagrania potencjalnego przeboju – The Honeydripper Ligginsa, założył własny zespół. Formacja powstała w piwnicy domu saksofonisty Little Williego Jacksona, drugiego jej współzałożyciela, który w chwili swojej śmierci w 2001 był ostatnim żyjącym jej członkiem. Pierwszych nagrań Joe Liggins and His Honeydrioppers dokonała w wytwórni Exclusive Records. Utwór The Honeydripper stał się wielkim przebojem. Dotarł do pierwszego miejsca na liście Race Records tygodnika „Billboard” i pozostał na niej przez osiemnaście tygodni od września 1945 do stycznia 1946. Sprzedał się w przeszło dwóch milionach egzemplarzy. W ciągu następnych trzech lat orkiestra wydała dziewięć kolejnych bestsellerów, m.in. Got a Right to Cry, Tanya (wielokrotnie nagrywany przez różnych wykonawców), Blow Mr Jackson i Roll ’Em. W 1950 piosenka Pink Champagne przez trzynaście tygodni zajmowała pierwsze miejsce na billboardowej liście bestsellerów R&B, trafiając także do Hot 100. Utwory Got a Right to Cry i Pink Champagne otrzymały nagrody złotej płyty, obie bowiem sprzedały się w ponad milionowym nakładzie. Stylistycznie, niemal wszystkie jego utwory stanowiły kombinację jump bluesa i klasycznego R&B. Niemniej już w 1946 „Billboard” napisał, że jego piosenka Sugar Lamp w warstwie rytmicznej to jest rock and roll
Wraz z The Honeydrippers, począwszy od 1945, pięciokrotnie wystąpił na festiwalu jazzowym The Cavalcade of Jazz. Kawalkady były dużymi, corocznymi imprezami organizowanymi na wolnym powietrzu w parku rozrywki Wrigley Field w Los Angeles przez afroamerykańskiego promotora i przedsiębiorcę Leona Hefflina. Żaden wykonawca tylokrotnie nie brał udziału w Kawalkadach, niż on. W jednym z programów informacyjnych festiwalu przytoczono opinię krytyków, że Johnny Liggins and His Honeydrippers są najgorętszym małym big-bandem w kraju.
Często jeździł na tournées z takimi wokalistami jak Jimmy Witherspoon, Amos Milburn i jump blues shouter H-Bomb Ferguson. W końcu lat 50. jego popularność znacznie spadła. Do końca życia jednak prowadził The Honeydrippers, choć w bardzo zmniejszonym składzie. Natomiast niedługo przed śmiercią mógł się cieszyć z odnowy zainteresowania jego muzyką.
Zmarł po przebytym udarze w kalifornijskim Lynwood. Miał 71 lat.

## Wybrana dyskografia
- 1962 Honeydripper (Mercury
- 1974 Great Rhythm & Blues Oldies – Volume 6 – Joe Liggins and the Honeydrippers (Blues Spectrum Records)
- 2001 The Chronological Joe Liggins 1944-1946 (Classics)
- 2003 The Chronological Joe Liggins 1946-1948 (Classics)
- 2004 The Chronological Joe Liggins 1948-1950 (Classics)
- 2005 The Chronological Joe Liggins 1950-1952 (Classics)
- 2016 Joe Liggins and His Honeydrippers – The Greatest Hits • 1945–1957 • Centenary Edition (Jasmine Records)
- Original R & B Hits from the 40’s and 50’ – Joe & Jimmy Liggins – Saturday Night Boogie Woogie Man (Specialty Records)

Zestawienie wg dat wydania płyt

## Uwaga
1. ↑  Niektóre źródła podają, że urodził się w miejscowości Guthrie[1].